# 부산과학수사연구소

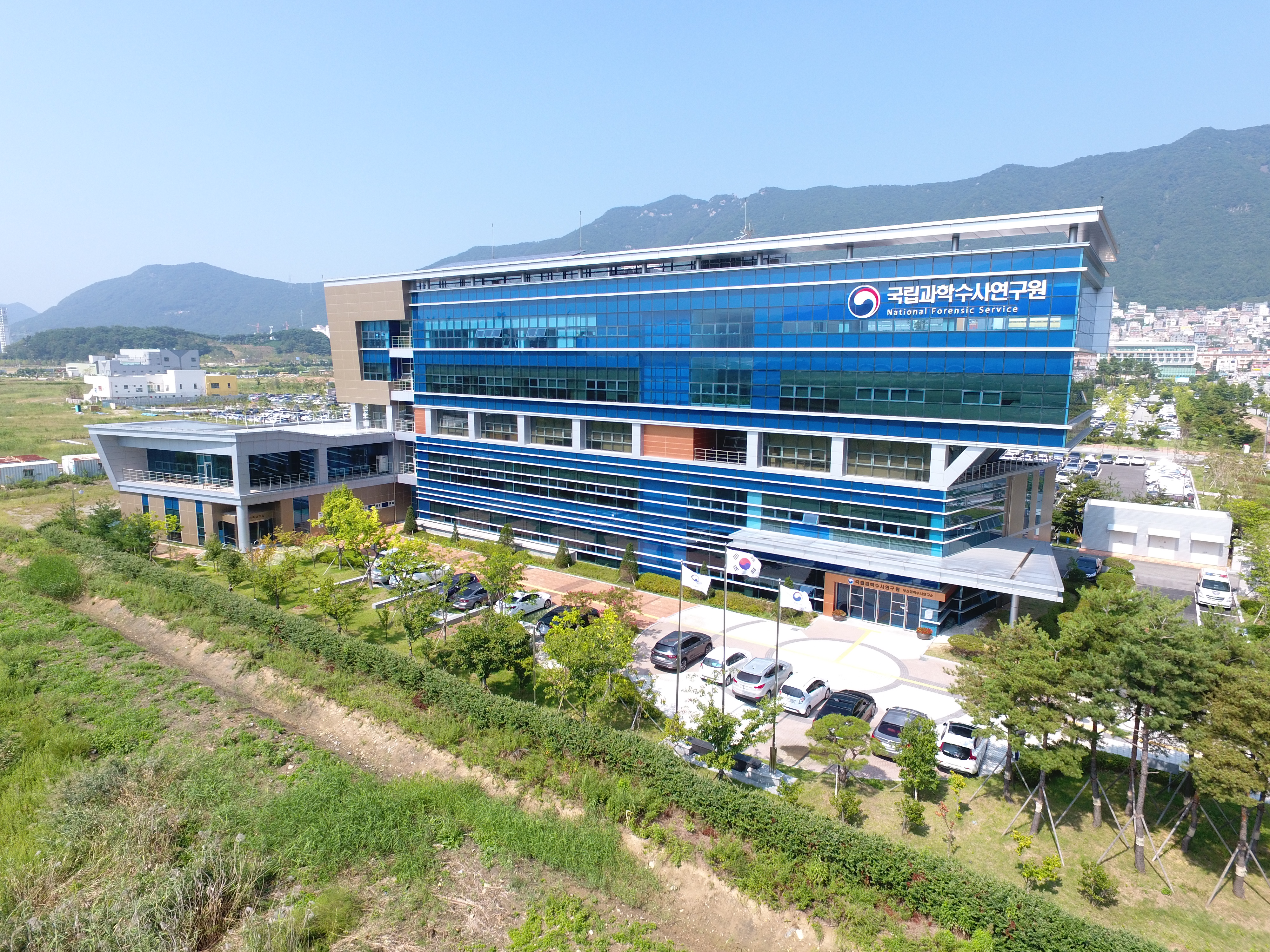

부산과학수사연구소(釜山科學搜査硏究所)는 국립과학수사연구원의 소속기관이다. 2013년 11월 15일 발족하였으며, 경상남도 양산시 물금읍 금오로 50에 위치하고 있다. 소장은 부이사관·기술서기관·공업연구관 또는 보건연구관으로 보한다.

## 연혁
- 1992년 10월 30일: 국립과학수사연구소 남부분소 설치.
- 2010년 8월 19일: 국립과학수사연구원 남부분원으로 개편.
- 2011년 10월 20일: 양산시로 청사 이전.[2][3]
- 2013년 11월 15일: 부산과학수사연구소로 개편.
- 2013년 12월 11일: 대구과학수사연구소의 설치에 따라 관할구역을 조정.

## 관할구역
- 부산광역시
- 울산광역시
- 경상남도[4]

## 조직

### 소장
- 행정운영과[5]
- 법의학과[6]
- 유전자분석과[7]
- 화학과[8]
- 이공학과[9]

## 같이 보기
- 서울과학수사연구소
- 대구과학수사연구소
- 광주과학수사연구소
- 대전과학수사연구소